# Lineostriastiria
Lineostriastiria là một chi bướm đêm thuộc họ Noctuidae.

## Loài
- Lineostriastiria biundulalis (Zeller, 1872)
- Lineostriastiria hachita (Barnes, 1904)
- Lineostriastiria hutsoni (J.B. Smith, 1907)
- Lineostriastiria olivalis (Barnes & McDunnough, 1916)
- Lineostriastiria sexseriata (Grote, 1881)